# Karl-Heinz Best
Karl-Heinz Best (ur. 1943 w Koblencji) – niemiecki językoznawca, germanista i slawista. Jego zainteresowania naukowe koncentrują się wokół lingwistyki kwantytatywnej.
W latach 1964–1966 studiował na uniwersytecie w Bonn (specjalizacja: językoznawstwo ogólne, germanistyka). W latach 1966–1971 kształcił się w Bochum, gdzie w 1971 roku uzyskał doktorat.

## Publikacje (wybór)
- Probleme der Analogieforschung (1973)
- Quantitative Linguistik: Eine Annäherung (2001)
- LinK – Linguistik in Kürze mit einem Ausblick auf die Quantitative Linguistik. Skript. (2002)
- Sinismen im Deutschen und Englischen (2008)
- Unified Modeling of Length in Language (współautorstwo, 2014)
- Quantitative Linguistics, an Invitation (współautorstwo, 2017)